# Deltoceromyia delta
Deltoceromyia delta là một loài ruồi trong họ Tachinidae.